# Movo (Centro Sur)
Movo (Mavo) ist ein Ort in Äquatorialguinea.

## Lage
Der Ort befindet sich in der Provinz Centro Sur auf dem Festlandteil des Staates. Er liegt an einer bedeutenden Nord-Süd-Route von Evinayong nach Mbam, zwischen den Orten Abenelang und Nsem (N) und Adyamibang (S).

## Klima
Nach dem Köppen-Geiger-System zeichnet sich Movo durch ein tropisches Klima mit der Kurzbezeichnung Am aus.